# Andasibe (Vavatenina)
Andasibe is een plaats en commune in het oosten van Madagaskar, behorend tot het district Vavatenina, dat gelegen is in de regio Analanjirofo. Tijdens een volkstelling in 2001 telde de plaats 20.470 inwoners.
De plaats biedt enkel lager onderwijs aan. 98 % van de bevolking werkt als landbouwer en 1 % houdt zich bezig met veeteelt. De belangrijkste landbouwproducten zijn rijst en koffie; ander belangrijk product is kruidnagelen. Verder is 1% actief in de dienstensector.